# Manijski dijalekt
Manijski dijalekt novogrčkoga jezika pripada manijsko-kargeškoj skupini dijalekata, a zadržao je neka arhaična obilježja po kojima se odvaja od drugih inačica. Njime govore Manijci na poluotoku  Mani u Grčkoj.
Antički glas /y/ (u pismu ⟨υ⟩) u većini je modernih inačica prešao u /i/, ali u manijskom je u /u/, primjerice /'ksulo/ u usporedbi sa standardnim /'ksilo/ 'drvo'. Ovo obilježje dijeli s cakonskim i sa staroatenskim. Smatra se da je ovo obilježje nekoć bilo prisutno na puno većem području, ali potisnuto je prodorom arvanitskoga jezika u kasnome srednjem vijeku.
Drugo je obilježje palatalizacija velara, to jest /k, ɡ, x, ɣ/ glase [tɕ, dʑ] ili [ɕ, ʑ] pred /i/, /e/ ili /j/. Prisutna je u mnogim južnim narječjima, posebno kretskome.